# 平将門の胴塚
平将門の胴塚（たいらのまさかどのどうづか）とは、平将門の胴を祀っているとされる塚。

## 概要
平将門は朝廷に対して乱を起こすも、天慶3年（ユリウス暦940年）2月14日、平貞盛・藤原秀郷連合軍との合戦の最中に流れ矢を額に受け、現在の茨城県坂東市岩井付近で38年の生涯を閉じた。
伝承では、平将門の首は京都まで送られ、京都大路に晒され、後に武蔵国豊嶋郡柴崎村（現在の東京都千代田区）に葬られたとされるが、他に埼玉県幸手市などにも、将門公の首塚とされるものが存在している。
一方、首と離れた将門の胴を葬った「胴塚」に関しても、以下のように複数の伝承がある。
- 下総国猿島郡岩井村（現在の茨城県坂東市）の神田山（かどやま）延命院境内に弟の平将頼らによって密かに葬られたとする伝承[1][2][3][4]。当地は、平安後期に伊勢神宮へ寄進された相馬御厨の神領であったため、塚はあばかれることなく現在に至っているものという[2][4]。胴塚の西には、元は千代田区大手町の将門の首塚にあった南無阿弥陀仏の石塔婆が、昭和50年（1975年）、東京の将門塚保存会から寄贈され、移設されている[1][2]。この地が胴塚とされることについては、かなり新しい説のようだとの見解がある[5]。なお、『関宿伝記』には、神田山延命寺に将門の首を納めた塚があるとの伝承に関する記載がある[5][6]。

- 群馬県太田市只上町にある只上神社の胴塚の伝承。伝承によると、藤原秀郷に討たれた将門の遺体は、下野国小俣の鶏足寺へ運ばれる途中、上野国山田郡毛里田村只上の地で声を発したことから、藤原秀郷の人足らはこれを怖れて、将門の胴をここに葬り、祠を建てたという。この祠は「胴筒の宮」と呼ばれ、只上神社の前身となったとされる[7][8][9][10]。
- 「守谷誌」による、下総国北相馬郡山王村大字岡字仏島（現在の取手市岡）にある古墳（仏島山古墳）は、将門の遺体を葬ったものだとする伝承[11][12]。

- 将門戦死の故蹟とされる下総国猿島郡岩井町の国王大明神社にその名をちなむ常陸国真壁郡大国村大字大国玉字公帝に所在する将門塚が、将門の胴を埋めた地であるとの伝承[11][13]。
- 平将門の創建になると伝えられる茨城県守谷市高野の大雄山海禅寺には、将門と影武者７人の墓（供養塔）があり、将門の墓は将門の胴塚であるという伝承[14][15]。

## 関連資料
- 松崎憲三「塚をめぐるフォークロア 將門塚・道灌塚の分析を中心に (佐伯有清教授退任記念) 」日本常民文化紀要 18号 p.71-116, 1995-03